# José Maria Whitaker
José Maria Whitaker (São Paulo, 20 de maio de 1878 — São Paulo, 19 de novembro de 1970) foi um advogado, banqueiro e servidor público brasileiro. Ocupou os cargos de ministro da Fazenda de 1930 e 1931 e em 1951, presidente do Banco do Brasil entre 1920 e 1922 e governador de São Paulo durante alguns dias. Foi o fundador do Banco Comercial do Estado de São Paulo.

## Família e educação

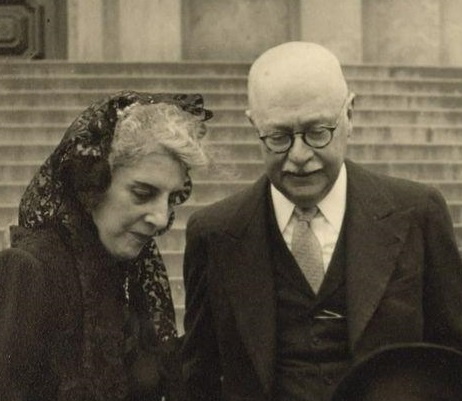
Whitaker e a esposa, Amélia Peres, durante a comemoração de suas bodas de ouro

Nascido na capital paulista em 1878, Whitaker era filho do comerciante descendente de irlandeses Firmino Antônio da Silva Whitaker e de Guilhermina Flora dos Anjos. Tinha seis irmãos, incluindo Firmino Whitaker, que integrou o Supremo Tribunal Federal de 1927 a 1934. Em 1897, casou-se com Amélia Peres, com quem teve 14 filhos. Eles completaram bodas de ouro em 1947, com a comemoração sendo realizada juntamente com o casamento de uma de suas netas.
Em 1895, Whitaker graduou-se em Ciências Sociais pela Faculdade de Direito do Largo de São Francisco. No ano seguinte, graduou-se em Ciências Jurídicas pela mesma instituição. Mais tarde, publicou três livros sobre economia e finanças. Além de simpático ao republicanismo e ao liberalismo econômico, Whitaker era católico, e incluiu sua visão religiosa em suas publicações. Escreveu ainda uma autobiografia, O milagre de minha vida, que foi publicada postumamente em 1978.

## Carreira

### Como empresário
Após a formatura, Whitaker se mudou para a cidade de Espírito Santo do Pinhal, no interior paulista. Lá, exerceu a advocacia até 1903, ano em que fundou a Whitaker Bonfim & Cia, destinada à comercialização do café. Inicialmente, atuou como comissário e em seguida como exportador deste produto em Santos. Em 1910, foi escolhido presidente da Associação Comercial de Santos.
Em 1912, Whitaker fundou o Banco Comercial do Estado de São Paulo, em decorrência da dificuldade que encontrou junto aos bancos nacionais para obter financiamento empresarial. Fundou, em sociedade, duas companhias de seguros em 1918 e em 1920. Uma delas, a Companhia Americana de Seguros, foi vendida para um grupo inglês.
Whitaker focou em seus negócios enquanto esteve afastado das funções públicas. Em 1972, o Banco Comercial fundiu-se com outras instituições financeiras para dar início a um novo grupo, o Banco União Comercial, que também comandava uma refinaria de petróleo. Em 1974, o banco foi incorporado pelo Banco Itaú Sociedade Anônima.

### Funções públicas
Whitaker foi nomeado presidente do Banco do Brasil por Epitácio Pessoa, presidente da República. No exercício do cargo, entre 1920 e 1922, criou a Câmara de Compensação de Cheques, a Carteira de Redesconto e a Carteira de Crédito Agrícola, bem como reformou os estatutos da instituição. Ao término do mandato, os recursos movimentados pelo Banco do Brasil quintuplicaram, aumentando sua influência no sistema financeiro brasileiro.
Em 1926, Whitaker foi convidado pelo novo presidente da República, Washington Luís, a reassumir o comando do Banco do Brasil, mas recusou a oferta em virtude das divergências econômicas que mantinham. Com a Revolução de 1930, ocupou durante alguns dias a chefia do governo civil do estado de São Paulo. Na época, era ligado ao Partido Democrático. Deixou a função para assumir o Ministério da Fazenda, após ser nomeado pelo presidente Getúlio Vargas.

No primeiro período em que esteve à frente do Ministério da Economia, Whitaker socorreu o setor cafeeiro com a compra de dezoito milhões de sacas do produto. A medida ampliou o déficit do Tesouro, forçando a emissão de moeda, além de levar ao aumento dos impostos sobre o café e a proibição de seu plantio por cinco anos. Deixou o posto em novembro de 1931.
|                                                                                          |  |  |
| José Maria Whitaker foi ministro da fazenda nos governos de Getúlio Vargas e Café Filho. |  |  |

Durante a Revolução Constitucionalista de 1932, Whitaker participou como arrecadador da Campanha do Ouro, empreendida para financiar os revoltosos paulistas. O movimento foi derrotado e, embora não tenha sido vítima da repressão do governo Vargas a seus integrantes, conforme ocorrido com outros líderes da Revolução Constitucional, afastou-se da vida pública nas próximas décadas.
Em 1955, Whitaker reassumiu o Ministério da Fazenda no governo de Café Filho, após ser indicado pelo governador Jânio Quadros. Nesta gestão, buscou reduzir os gastos públicos, de modo a equilibrar o orçamento, e empreendeu uma reforma cambial. Whitaker renunciou em outubro do mesmo ano, diante da decisão do presidente de submeter ao Congresso a reforma cambial de seu ministro.

## Distinções
Em 1968, Whitaker foi agraciado com a Grã Cruz da Ordem do Rio Branco pelo chanceler Magalhães Pinto. Foi intitulado Cidadão Benemérito de São Paulo, pela Assembleia Legislativa de São Paulo, em seu nonagésimo aniversário. Na Zona Sul de São Paulo, uma escola estadual foi nomeada em sua homenagem.